# Tuba Büyüküstün
Hatice Tuba Büyüküstün (Estambul, 5 de julio de 1982) es una actriz turca y embajadora de Unicef.

## Biografía
Tuba Büyuküstün nació el 5 de julio de 1982 en Estambul, Turquía. Se graduó de la escuela secundaria Doguş, y después estudió Vestuario y Escenografía en Mimar Sinan Fine Arts University, logrando graduarse en 2004. Cuando estaba en la universidad, comenzó su carrera dentro de la actuación cuando presentó anuncios publicitarios de diversa índole en la televisión. 
Fue la primera actriz turca nominada a mejor actriz en la 42.ª edición de los Premios Emmy Internacional por su actuación en 20 Dakika.

## Vida privada
El 28 de julio de 2011 se casó con el actor Onur Saylak, con quien compartió set en Asi y Gönülçelen. En junio de 2017 se hizo oficial su divorcio de Onur Saylak. Juntos son padres de las gemelas Maya y Toprak, nacidas el 19 de enero de 2012.
En mayo de 2014 fue nombrada "Embajadora de Buena Voluntad" de Unicef.

## Filmografía

### Televisión
| Año       | Título                  | Personaje             | Nota(s)           |
| --------- | ----------------------- | --------------------- | ----------------- |
| 2003      | Sultan Makamı           | Nesrin                | Actriz de reparto |
| 2004-2005 | Çemberimde Gül Oya      | Zarife                | Protagonista      |
| 2005-2006 | Ihlamurlar Altında      | Filiz Tekiner         | Protagonista      |
| 2007-2009 | Asi                     | Asiye "Asi" Kozcuoğlu | Protagonista      |
| 2010-2011 | Gönülçelen              | Hasret                | Protagonista      |
| 2013      | 20 Dakika               | Melek Halaskar        | Protagonista      |
| 2014-2015 | Kara Para Aşk           | Elif Denizer          | Protagonista      |
| 2016-2017 | Cesur ve Güzel          | Sühan Korludağ        | Protagonista      |
| 2020      | Menajerimi Ara          | Kendisi               | Actriz de reparto |
| 2020-2022 | Rise of Empires Ottoman | Mara Branković        | Protagonista      |
| 2020-2021 | Sefirin Kızı            | Mavi Çinar            | Protagonista      |
| 2022      | Zeytin Agaci            | Ada                   | Protagonista      |
| 2024      | Yarın Yokmuş Gibi       | Manolya               | Protagonista      |

### Cine
| Año  | Título              | Personaje      | Nota(s)           |
| ---- | ------------------- | -------------- | ----------------- |
| 2004 | Gülizar             | Gülizar        | Protagonista      |
| 2005 | Babam ve Oğlum      | Aysun          | Actriz de reparto |
| 2005 | Aşk Yolu            | Deniz          | Protagonista      |
| 2006 | Sınav               | Zeynep Erez    | Actriz de reparto |
| 2010 | Yüreğine Sor        | Esma           | Protagonista      |
| 2015 | Rüzgarın Hatıraları | Zepur          | Actriz de reparto |
| 2015 | Orman               | Zeynep         | Cortometraje      |
| 2016 | Dar Elbise          | Helin          | Protagonista      |
| 2016 | İstanbul Kırmızısı  | Neval          | Protagonista      |
| 2017 | Daha                | Ahra           | Protagonista      |
| TBA  | Dehşet Bey          | Abide Hürriyet | Protagonista      |

## Premios y nominaciones
| Año  | Premios                                                                                           | Categoría                     | Trabajo        | Resultado | Ref.   |
| ---- | ------------------------------------------------------------------------------------------------- | ----------------------------- | -------------- | --------- | ------ |
| 2005 | Festival Internacional de Televisión de la República de Serbia y Montenegro                       | Mejor Actriz                  | Gülizar        | Ganadora  | [ 7 ]  |
| 2010 | Premios al éxito del año del Club de Matemáticas de la Universidad de Mármara                     | La actriz de cine más exitosa | Yüreğine Sor   | Ganadora  | [ 8 ]  |
| 2010 | Premios Óscar de los Medios de Comunicación de la Asociación de Periodistas de Radio y Televisión | Mejor actriz del año          | Gönülçelen     | Ganadora  | [ 9 ]  |
| 2010 | Ayaklı Newspaper Awards                                                                           | Mejor actriz                  | Gönülçelen     | Ganadora  | [ 10 ] |
| 2011 | 2. Premios Elle Style                                                                             | Actriz del año                | Gönülçelen     | Ganadora  | [ 11 ] |
| 2013 | Premios a lo mejor del año de la Fundación del Mar Negro (KARVAK)                                 | Mejor actriz del año          | 20 Dakika      | Ganadora  | [ 12 ] |
| 2014 | Premios Emmy International                                                                        | Mejor actriz                  | 20 Dakika      | Nominada  | [ 2 ]  |
| 2015 | Premios Óscar de los Medios de Comunicación de la Asociación de Periodistas de Radio y Televisión | Mejor actriz                  | Kara Para Aşk  | Ganadora  | [ 13 ] |
| 2015 | Istanbul Technical University Success Awards                                                      | Mejor actriz                  | Kara Para Aşk  | Ganadora  | [ 14 ] |
| 2015 | Festival Marconi Odülleri Radio and Television                                                    | Mejor actriz                  | Kara Para Aşk  | Ganadora  | [ 15 ] |
| 2015 | 4th Crystal Mouse Awards                                                                          | Mejor actriz                  | Kara Para Aşk  | Ganadora  | [ 16 ] |
| 2015 | 22.º Premios a los logros de ITÜ EMÖS                                                             | La actriz más exitosa         | Kara Para Aşk  | Ganadora  | [ 17 ] |
| 2015 | XIV Premios Internacionales Giuseppe Sciacca                                                      | Mejor actriz                  | Kara Para Aşk  | Ganadora  | [ 18 ] |
| 2016 | 2nd Turkey Youth Awards                                                                           | Mejor actriz                  | Cesur ve Güzel | Ganadora  | [ 19 ] |
| 2017 | 44.ª edición de los Premios Mariposa Dorada                                                       | Mejor actriz                  | Cesur ve Güzel | Ganadora  | [ 20 ] |